# سد مگت
سد مگت (به لاتین: Magat Dam) یک سد در فیلیپین است که در الفانسو لیستا، لیفوگائو واقع شده‌است.